# Коссак Олекса Миколайович
Олекса Миколайович Коссак (нар. 3 червня 1887, м. Дрогобич, нині Львівська область — пом. 27 листопада 1942, с. Ягільниця, похований у м. Чорткові, нині Тернопільська область) — адвокат, меценат, громадсько-політичний діяч Коломийщини у 1920—1930-х роках, батько Любові Коссак (Баб'юк) та Лідії Коссак (Юзьків).

## Життєпис
Олекса Миколайович Коссак народився 3 червня 1887 року в Дрогобичі (нині Львівська область).
Навчався в Дрогобицькій гімназії та Львівському університеті на правничому факультеті (1905—1909), у 1912 році отримав науковий ступінь доктора права. Адвокатську практику проходив у 1913 році в Снятині в адвокатській канцелярії доктора Івана Семанюка, українського письменника-новеліста (літературний псевдонім Марко Черемшина). 1913 року одружився з Оленою Курп'як, дочкою греко-католицького священника о. Ілярія Курп'яка, пароха с. Карлів (тепер с. Прутівка) на Снятинщині. З початком Першої світової війни в чині хорунжого був мобілізований до австро-угорської армії, пораненим узятий у російський полон (1914—1921). Період полону перебував на Сибіру, зокрема, 1920 року жив у Красноярську. У 1921 році повернувся з Росії в Галичину. 1923 року відкрив власну адвокатську канцелярію в Коломиї, яку провадив до вересня 1939 року.
Під час німецької окупації краю протягом листопада 1941 року — лютого 1942 року працював референтом опіки над молоддю в Українському окружному комітеті в Коломиї. 10 лютого 1942 року заарештований гестапо у справі молодіжної організації ОУН і ув'язнений близько десяти місяців у тюрмах Коломиї і Чорткова. 27 листопада 1942 року в числі 56 українських в'язнів чортківської тюрми розстріляний окупантами на полі між м. Чортковом і с. Ягільницею на Тернопільщині (т. зв. «Ягільницька трагедія» або ж «Чортківський розстріл») й там же був похований у братській могилі страчених.
Останки страчених, зокрема й Олекси Коссака, у вересні 2017 року були ексгумовані працівниками Меморіально-пошукового підприємства Львівської обласної ради «Доля» і з вищими церковними та військовими почестями, за участю представників уряду і керівництва обласних рад та обласних державних адміністрацій Тернопільської, Львівської й Івано-Франківської областей, урочисто перепоховані на меморіальному полі міського цвинтаря в Чорткові 19 листопада 2017 року.

## Адвокатська і громадська діяльність
У 1920—1930-х роках брав жваву участь в українському громадському житті міста Коломиї і Коломийського повіту: був головою коломийських осередків товариств «Сокіл» та «Українське Педагогічне Товариство», заступником голови правління товариства «Народний Дім у Коломиї», членом правління кооперативу «Підкарпатський Союз», заступником голови наглядової ради кооперативного банку «Покутський Союз». Як адвокат допомагав у здійсненні правового захисту українських освітніх, культурних і господарських установ, неодноразово безкорисно захищав у суді права коломийської «Рідної Школи». Захищав під час політичних процесів у судах активістів національно-патріотичних організацій («Пласту», УНДО, УВО та ОУН). Був членом «Союзу Українських Адвокатів» (СУА). Займався науковою діяльністю, опублікував дві статті з проблем цивільного права в українському правничому часописі СУА «Життя і право».
Належав до високоосвічених людей краю: володів сімома іноземними мовами — німецькою, польською, російською, єврейською (їдиш), англійською, французькою, італійською, мав велику книгозбірню. Був меценатом багатьох українських культурно-освітніх, мистецьких, спортивних і доброчинних інституцій.

## Вшанування пам'яті
У 2022 році до 80-х роковин Ягільницької трагедії в Чортківському гуманітарно-педагогічному фаховому коледжі імені Олександра Барвінського відкрито меморіальну кімнату з експозицією про страчених учасників антинацистського опору, серед них також про О. Коссака. У 2023 році в рамках проєкту «Історія адвокатури України», який провадить «Центр досліджень адвокатури і права» Національної асоціації адвокатів України, розроблено інформаційний стенд «Адвокат і громадський діяч, доктор Олекса Коссак». Два такі стенди розміщено в кабінеті історії адвокатури Прикарпаття та в науковій бібліотеці Юридичного навчально-наукового інституту Прикарпатського національного університету імені Василя Стефаника, де зберігається правнича бібліотека адвоката О. Коссака, подарована університетові його родиною. Ще один примірник стенда демонструється в експозиції про життєвий шлях О. Коссака в Музеї історії міста Коломиї.